# 兩報三台
兩報三台指的是台灣解除報禁以前，五個獨佔台灣媒體市場的媒體業者。兩報指的是聯合報系與中國時報（即為往後台灣大眾熟知的中時媒體集團）；三台指的是台視、中視、華視，合稱「老三台」。
其中台視、中視、華視皆由當時的國民黨政府控制，臺視與華視都有很大官股，非官股部份則屬在台的特權階層、中視則為國民黨股及特權股；聯合報系與中國時報則為當時的侍從媒體。
兩報三台全部集中於台北市。